# Пермське намісництво
Пе́рмське намі́сництво (рос. Пермское наместничество) — адміністративно-територіальна одиниця в Російській імперії в 1781–1796. Адміністративний центр — Перм. Створене 27 вересня 1781 на основі Пермської провінції Казанської губернії, Тобольської провінції Сибірської губернії й Уфімської провінції Оренбурзької губернії. Складалося з 15 повітів.
12 грудня 1796 перетворене на Пермську губернію.